# Parafia św. Aleksandra w Śleszynie
Parafia Świętego Aleksandra w Śleszynie – parafia rzymskokatolicka, znajdująca się w diecezji łowickiej, w dekanacie Żychlin.